# 傑馬勒甘傑烏帕齊拉
傑馬勒甘傑乌帕齐拉是孟加拉国蘇納姆甘傑縣的一个乌帕齐拉，位於錫爾赫特专区的蘇納姆甘傑縣。

## 人口
據1991年孟加拉國人口普查，傑馬勒甘傑共有戶數18119戶，人口107771人。其中男性佔比51.75%，女性佔比48.25%；成年人口53157人。該地7歲以上人口之平均識字率為20.1%，低於全國平均值（32.4%）。